# Крамаренко, Алексей Филиппович
Алексе́й Фили́ппович Крамаре́нко (1917, ст. Черноерковская, Кубанская область, Российская империя — 13 октября 1944, порт Лиинахамари, Мурманская область, СССР) — участник Великой Отечественной войны, командир отделения роты автоматчиков 125-го полка 12-й бригады морской пехоты Северного флота, сержант.
Во время боёв за порт Лиинахамари в октябре 1944 года, обеспечивая наступление группе десанта, закрыл своим телом амбразуру вражеского дзота.

## Биография
Родился Алексей в 1917 году в станице Черноерковской, Таманского отдела, Кубанской области, Российской империи. Был старшим сыном в многодетной семье рыбака Филиппа Кирилловича Крамаренко.
В 1930 году семья Крамаренко переехала в станицу Приморско-Ахтарскую.
Закончив семь классов начальной школы Алексей устроился в рыбколхоз «Октябрь», в бригаду отца. Часто выходил на промысел в Азовское море, где получил хорошую морскую закалку.
18 марта 1939 года Алексей Крамаренко был призван на военную службу в Рабоче-Крестьянский Красный флот. Служил на одной из баз Северного флота, где встретил Великую Отечественную войну.
В сентябре 1941 года Крамаренко был направлен для прохождения службы в новоформированную 12-ю бригаду морской пехоты Северного флота. В составе 125-го полка этой бригады участвовал в обороне Советского Заполярья. Немецкое командование бросало в бой, отборные части горных стрелков, но на участках, где действовали автоматчики отделения Алексея Крамаренко, атаки врага заканчивались, как правило, безуспешно.
В начале октября 1944 года войска Карельского фронта совместно с соединениями Северного флота приступили к проведению Петсамо-Киркенесской операции, нацеленной на освобождение района Печенги и ликвидацию угрозы порту Мурманск и северным морским путям СССР.
Командир отделения автоматчиков 125-го полка сержант Алексей Крамаренко со своим подразделением были отобраны для проведения операции по высадке морского десанта в порт Лиинахамари, где дислоцировалась главная на побережье Баренцева моря военно-морская база немецкого Кригсмарине. Эта база играла огромную роль в борьбе с арктическими конвоями союзников в СССР, а также находилась на передовом рубеже обороны оккупированной немцами Норвегии от наступающей Советской армии.
Порт и гавань Лиинахамари были превращены в мощный оборонительный район. Система обороны порта насчитывала 4 береговые батареи 150 и 210-миллиметровых орудий, 20 батарей 88-миллиметровых зенитных орудий противовоздушной обороны, оборудованных для стрельбы по наземным и морским целям. В порту на причалах были оборудованы железобетонные доты с бронированными колпаками.
Вечером 12 октября 1944 года катера-охотники с группами десанта прорвались в гавань Лиинахамари. Когда катера стали приближаться к причалам, немецкие посты в порту открыли пулемётно-миномётный огонь. Старший лейтенант Б. Ф. Петербургский, командовавший отрядом десантников, принял решение высадиться чуть в стороне от ранее намеченной точки.
По команде Петербургского, морские пехотинцы, вооружённые автоматами и гранатами, спрыгнули в воду и устремились к суше. В этот момент на вершине одной из сопок вспыхнули немецкие прожекторы, осветив цепляющихся за скалистый берег моряков-десантников, сверху посыпался шквальный огонь.
Морпехи действовали напористо. В первые минуты боя отличился сержант Дмитрий Закалюжный. Гранатами он уничтожил расчёт немецкой пушки. Затем развернул орудие и открыл из него стрельбу по врагу. 
В это время уже выбрались на берег и вступили в бой автоматчики отделения Алексея Крамаренко. Крамаренко забросал гранатами вражеский пулемёт, уничтожив вместе с ним трёх немецких солдат. Немного позже, гранатой был уничтожен расчёт тяжелого орудия. Рядом с командиром также решительно сражались и матросы его отделения.
В два часа ночи 13 октября, после небольшой передышки, десантники пошли в рукопашный бой. Крамаренко, умело действовав прикладом автомата, лично уничтожил пятерых солдат и одного офицера противника. Будучи раненным в руку, Алексей Крамаренко отказался уйти с поля боя и продолжал командовать отделением.
Когда моряки вышли на оборудованный на возвышенности немецкий дзот, способный вести круговую оборону, и косивший товарищей Алексея одного за другим, под шквальным огнём раненый Крамаренко вырвался вперёд, подскочил к амбразуре дзота и накрыл её своим телом, тем самым дав возможность другим десантникам проникнуть вовнутрь дзота и уничтожить его расчёт.
Об этом бое, матрос его отделения Андрей Кириленко, писал потом родителям Крамаренко: «Немцы превосходили наши силы в два раза. Но моряки, воодушевленные примером своих командиров, ринулись на врага. Противник не выдержал. Полностью уничтожили гарнизон с его штабом. В этом бою был ранен Алексей в правую руку. Перебило его автомат. Ему сделали перевязку. Он взял винтовку у моряка и с возгласом «За Родину!» пошел вперед. Здесь у дзота был смертельно ранен…».
Этот подвиг Крамаренко был более подробно описан в наградном листе, подписанном командиром 125-го полка морской пехоты подполковником А. П. Боровиковым и командующим Северным флотом адмиралом А. Г. Головко. В этом документе присутствуют строки: «Отважный воин-патриот прикрыл своим телом амбразуру немецкого дзота и дал возможность продвинуться подразделению вперед на опорный пункт и тем самым способствовал полному разгрому противника, оборонявшего Лиинахамари».
За доблесть, мужество и отвагу Алексей Филиппович Крамаренко был награждён орденом Отечественной войны I степени (посмертно).

## Память
- Алексей Филиппович Крамаренко похоронен в братской могиле в порту посёлка Лиинахамари, на развилке дорог между вторым и шестым причалами. Над могилой возвышается постамент на котором установлена скульптурная композиция в виде двух моряков-десантников с оружием и со снятыми головными уборами. Автор памятника – скульптор Ковнер. В этой могиле покоится прах 56 моряков-десантников, павших в боях за освобождение Лиинахамари;
- 6 мая 1978 года, имя А. Крамаренко было присвоено улице города Приморско-Ахтарска, ранее носившей название Морская;
- 26 июля 1981 года, в день Военно-Морского Флота, на набережной Приморско-Ахтарска был установлен памятник-барельеф Алексею Филипповичу Крамаренко. Автор памятника – краснодарский скульптор, заслуженный художник РСФСР Николай Бугаев;
- именем героя был назван рыболовецкий сейнер рыбколхоза «Октябрь» в Приморско-Ахтарске[1];
- копия наградного листа А. Крамаренко, его письма с фронта, фотографии, другие документы, рассказывающие о его биографии, хранятся в Приморско-Ахтарском краеведческом музее.